# Jörg Diesch
Jörg Diesch (Friedrichshafen, 29 de septiembre de 1951) es un deportista alemán que compitió en vela en la clase Flying Dutchman. Su hermano Eckart compitió en el mismo deporte.
Participó en dos Juegos Olímpicos de Verano, obteniendo una medalla de oro en Montreal 1976, en la clase Flying Dutchman (junto con Eckart Diesch), y el quinto lugar en Los Ángeles 1984, en la misma clase.
Ganó ocho medallas en el Campeonato Mundial de Flying Dutchman entre los años 1975 y 1986, y tres medallas en el Campeonato Europeo de Flying Dutchman entre los años 1976 y 1986.

## Palmarés internacional
| \| Juegos Olímpicos \| Juegos Olímpicos \| Juegos Olímpicos \| Juegos Olímpicos \| \| Año \| Lugar \| Medalla \| Clase \| \| ------------------ \| -------------------------- \| ----------------- \| ---------------- \| \| 1976 \| Montreal (Canadá) \| Medalla de oro \| Flying Dutchman \| \| Campeonato Mundial \| \| \| \| \| Año \| Lugar \| Medalla \| Clase \| \| 1975 \| Búfalo (Estados Unidos) \| Medalla de bronce \| Flying Dutchman \| \| 1977 \| Torbole (Italia) \| Medalla de plata \| Flying Dutchman \| \| 1978 \| Isla Hayling (Reino Unido) \| Medalla de plata \| Flying Dutchman \| \| 1980 \| Malmö (Suecia) \| Medalla de bronce \| Flying Dutchman \| \| 1981 \| Palamós (España) \| Medalla de plata \| Flying Dutchman \| \| 1983 \| Cagliari (Italia) \| Medalla de plata \| Flying Dutchman \| \| 1985 \| Gargnano (Italia) \| Medalla de plata \| Flying Dutchman \| \| 1986 \| Río de Janeiro (Brasil) \| Medalla de oro \| Flying Dutchman \| \| Campeonato Europeo \| \| \| \| \| Año \| Lugar \| Medalla \| Clase \| \| 1976 \| Hyères (Francia) \| Medalla de bronce \| Flying Dutchman \| \| 1982 \| Sankt Moritz (Suiza) \| Medalla de plata \| Flying Dutchman \| \| 1986 \| Rijeka (Yugoslavia) \| Medalla de oro \| Flying Dutchman \| |                            |                   |                 |
| Juegos Olímpicos |                            |                   |                 |
| Año | Lugar                      | Medalla           | Clase           |
| 1976 | Montreal (Canadá)          | Medalla de oro    | Flying Dutchman |
| Campeonato Mundial |                            |                   |                 |
| Año | Lugar                      | Medalla           | Clase           |
| 1975 | Búfalo (Estados Unidos)    | Medalla de bronce | Flying Dutchman |
| 1977 | Torbole (Italia)           | Medalla de plata  | Flying Dutchman |
| 1978 | Isla Hayling (Reino Unido) | Medalla de plata  | Flying Dutchman |
| 1980 | Malmö (Suecia)             | Medalla de bronce | Flying Dutchman |
| 1981 | Palamós (España)           | Medalla de plata  | Flying Dutchman |
| 1983 | Cagliari (Italia)          | Medalla de plata  | Flying Dutchman |
| 1985 | Gargnano (Italia)          | Medalla de plata  | Flying Dutchman |
| 1986 | Río de Janeiro (Brasil)    | Medalla de oro    | Flying Dutchman |
| Campeonato Europeo |                            |                   |                 |
| Año | Lugar                      | Medalla           | Clase           |
| 1976 | Hyères (Francia)           | Medalla de bronce | Flying Dutchman |
| 1982 | Sankt Moritz (Suiza)       | Medalla de plata  | Flying Dutchman |
| 1986 | Rijeka (Yugoslavia)        | Medalla de oro    | Flying Dutchman |